# Гора Малий Ай-Тодор

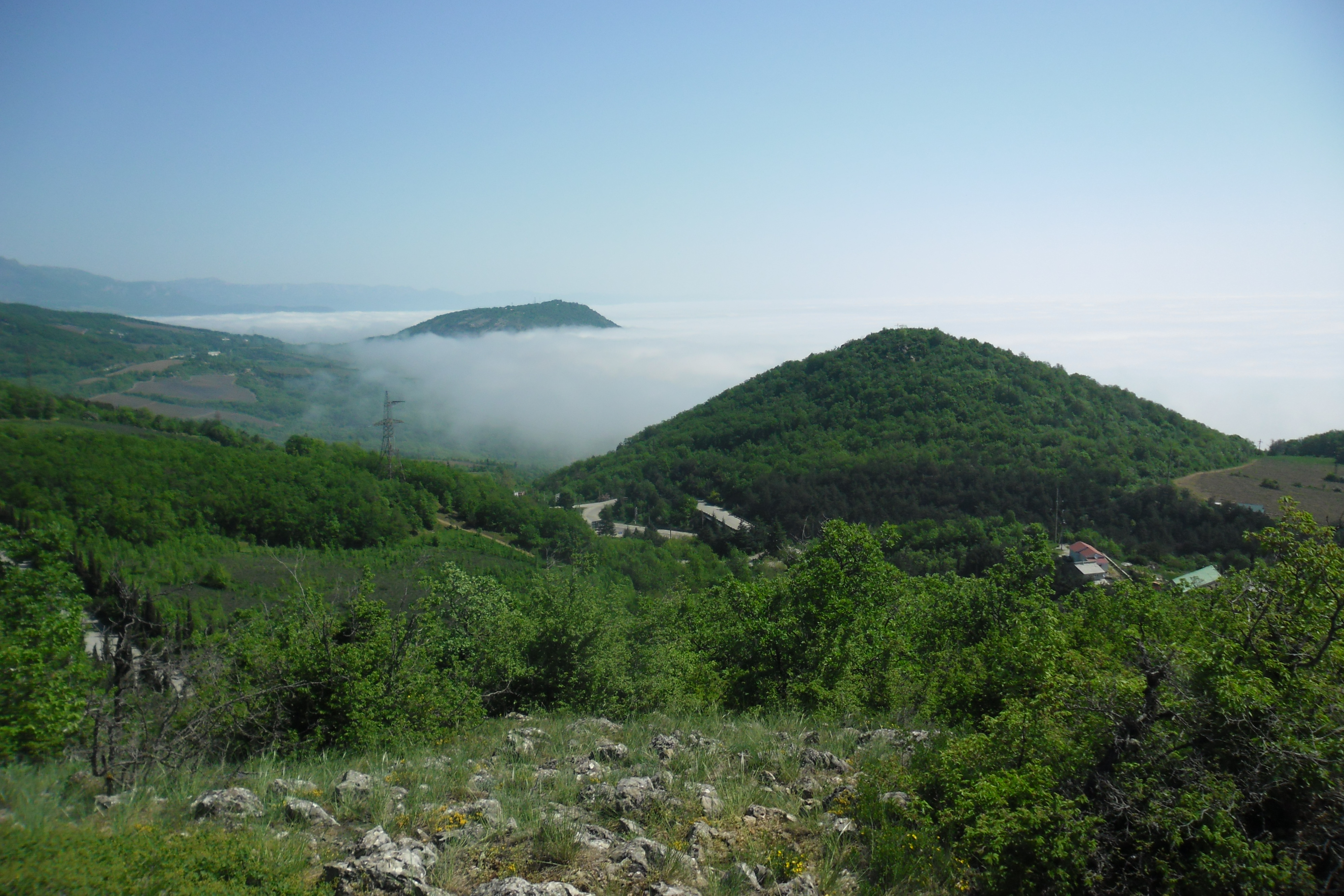
Гора Малий Ай-Тодор

Гора Малий Ай-Тодор — невелика гостра гірська вершина в Криму між Шархинським мостом і Малим Маяком.

## Загальний опис
Гора знаходиться біля траси «Алушта — Ялта», поруч з поворотом на Шархинський кар'єр на схід від мосту. Зі сходу, півдня і заходу підніжжя вершини охоплює селище Малий Маяк (Біюк-Ламбат). На вершині гори — середньовічне укріплення (храм).
На вершину гори можна потрапити стежкою від невеликої височини над Малим Маяком, що носить назву Трампет. Стежка виводить на саму вершину (44 ° 37.066'С 44 ° 37.066'С). На вершині — храмовий майданчик. Тут знаходиться розкритий розкопками фундамент храму (5х7,5 м згідно Фірсову); встановлено декілька хрестів (зокрема, у вівтарній зоні і в місці входу в храм). Поруч з ними — геодезичний знак. У назві вершини Ай-Тодор — Святий Федір — можливо відображений небесний покровитель в честь якого був освячений храм, напевно це або Феодор Стратилат, або Феодор Тирон.